# یواس‌ان‌اس لارنس اچ جیانلا (تی-ای‌اوتی-۱۱۲۵)
یواس‌ان‌اس لارنس اچ جیانلا (تی-ای‌اوتی-۱۱۲۵) (به انگلیسی: USNS Lawrence H. Gianella (T-AOT-1125)) یک کشتی است که طول آن ۶۱۵ فوت (۱۸۷ متر) می‌باشد. این کشتی در سال ۱۹۸۵ ساخته شد.